# پلی بسوی بهشت
پلی بسوی بهشت فیلمی به کارگردانی و نویسندگی محمد زرین‌دست محصول سال ۱۳۴۷ است.

## خلاصه داستان
مردی چهار فرزند دارد که یکی از آن‌ها فرزند حقیقی‌اش نیست. بین این فرزند خوانده و یکی از پسران واقعی مرد رقابتی وجود دارد. پسر واقعی به عنوان آخرین ضربه حقیقت جعلی بودن هویتش را با برادرخوانده در میان می‌گذارد. پسر موضوع را پیگیری کرده و مادر در حال موت خود را یافته و از طریق او پیش از آن که درگذرد سرانجام پدر واقعی اش را می‌یابد.

## بازیگران
- آرمان
- همایون
- منوچهر وثوق
- غلامرضا سرکوب
- عزت‌الله وثوق
- شهلا ریاحی
- سارا
- ناصر جک لرد
- ایران قادری
- یدالله محمدی‌نژاد
- عزیز اصلی
- ثریا بهشتی
- رضا بانکی